# Jaime Tauste
Fray Jaime Tauste (Valencia, 1375 -† Calabria, 1461) religioso castellano de la orden de la Merced, doctor en ambos derechos, sobrino del 14.º general de la O. M., fray Jaime Taust.
Fue elegido para obispo de Jaén por Calixto III pero no llegó a ocupar el cargo.